# Phelister carinistrius
Phelister carinistrius är en skalbaggsart som beskrevs av Lewis 1908. Phelister carinistrius ingår i släktet Phelister och familjen stumpbaggar. Inga underarter finns listade i Catalogue of Life.